# Homero Guerrero (abogado)
Homero Guerrero (Tacuarembó, 1963) es un abogado uruguayo, ex Secretario de la Presidencia de la República de Uruguay.

## Carrera
Estudia leyes en la Universidad de la República, egresando con el título de Doctor en Derecho. Se especializó en Derecho Penal.
La Secretaría de Comunicación de Presidencia consignó que Guerrero nació en la ciudad de Tacuarembó en 1963 y es abogado penalista. 
Durante la administración de Tabaré Vázquez, se desempeñó como asesor del ministro de ganadería José Mujica; continuó luego asesorando a sus sucesores Ernesto Agazzi y Andrés Berterreche. 
A partir de marzo de 2010 fue designado coordinador general de la Oficina de Planeamiento y Presupuesto (OPP), y el 30 de julio de 2012 asumió la titularidad de la Oficina Nacional de Servicio Civil (ONSC).
También fue asesor presidencial en temas de tratamiento de drogadictos.
En octubre de 2012 se anunció que Guerrero suplantaría a Alberto Breccia al frente de la Secretaría de la Presidencia, cargo que asumió el 1º de noviembre del mismo año.